# Watarai, Mie
Watarai (度会町 Watarai-chō) là thị trấn thuộc huyện Watarai, tỉnh Mie, Nhật Bản. Tính đến ngày 1 tháng 10 năm 2020, dân số ước tính thị trấn là 7.847 người và mật độ dân số là 58 người/km2. Tổng diện tích thị trấn là 135 km2.

## Địa lý

### Đô thị lân cận
- Mie
  - Ise
  - Taki
  - Ōdai
  - Taiki
  - Minamiise
  - Tamaki